# Antoni Serra
Antoni Serra Illas (Mataró, 1º ottobre 1939) è un allenatore di pallacanestro spagnolo.

## Palmarès
- Campionato spagnolo: 3

Joventut de Badalona: 1977-78
Barcellona: 1980-81, 1982-83
- Copa del Rey: 4

Barcellona: 1980, 1981, 1982, 1983
- Liga catalana: 5

Barcellona: 1980, 1981, 1982, 1983, 1984